# Lars Eriksson
Lars Rickard "Lasse" Eriksson (født 21. september 1965 i Stockholm, Sverige) er en svensk tidligere fodboldspiller (målmand).
Eriksson spillede 17 kampe for det svenske landshold mellem 1988 og 1995. Han var med i landets trup til VM 1990 i Italien, EM 1992 på hjemmebane og VM 1994 i USA, men kom dog ikke på banen i nogen af turneringerne, da han hver gang var reserve for førstevalget Thomas Ravelli.
På klubplan repræsenterede Eriksson henholdsvis Hammarby IF og IFK Norrköping i hjemlandet, og vandt det svenske mesterskab med begge klubber. Han var også udlandsprofessionel i Portugal hos FC Porto og i Belgien hos Charleroi.

## Titler
Allsvenskan
- 1989 med IFK Norrköping
- 2001 med Hammarby IF

Svenska Cupen
- 1991 og 1994 med IFK Norrköping

Primeira Liga
- 1996, 1997 og 1998 med FC Porto

Taça de Portugal
- 1998 med FC Porto